# Kraviarske
Kraviarske (1361 m n. m.) je hora v Malé Fatře na Slovensku. Jedná se o nejvyšší bod mohutné rozsochy, která vybíhá severním směrem z východního vrcholu Koniarok. Na jihu sousedí přímo s Koniarkami (1535 m), od kterých je oddělena Sedlem za Kraviarskym (1230 m), na severu pak s Žitným (1265 m), od kterého je oddělena Veľkým sedlem (1193 m). Na západě spadají svahy hory do doliny Veľká Bránica (zde se rozkládá Národní přírodní rezervace Veľká Bránica), na západě do Staré doliny. Vrchol je dobrým rozhledovým bodem.

## Přístup
- po modré  značce ze sedla Príslop nebo z rozcestí Chrapáky

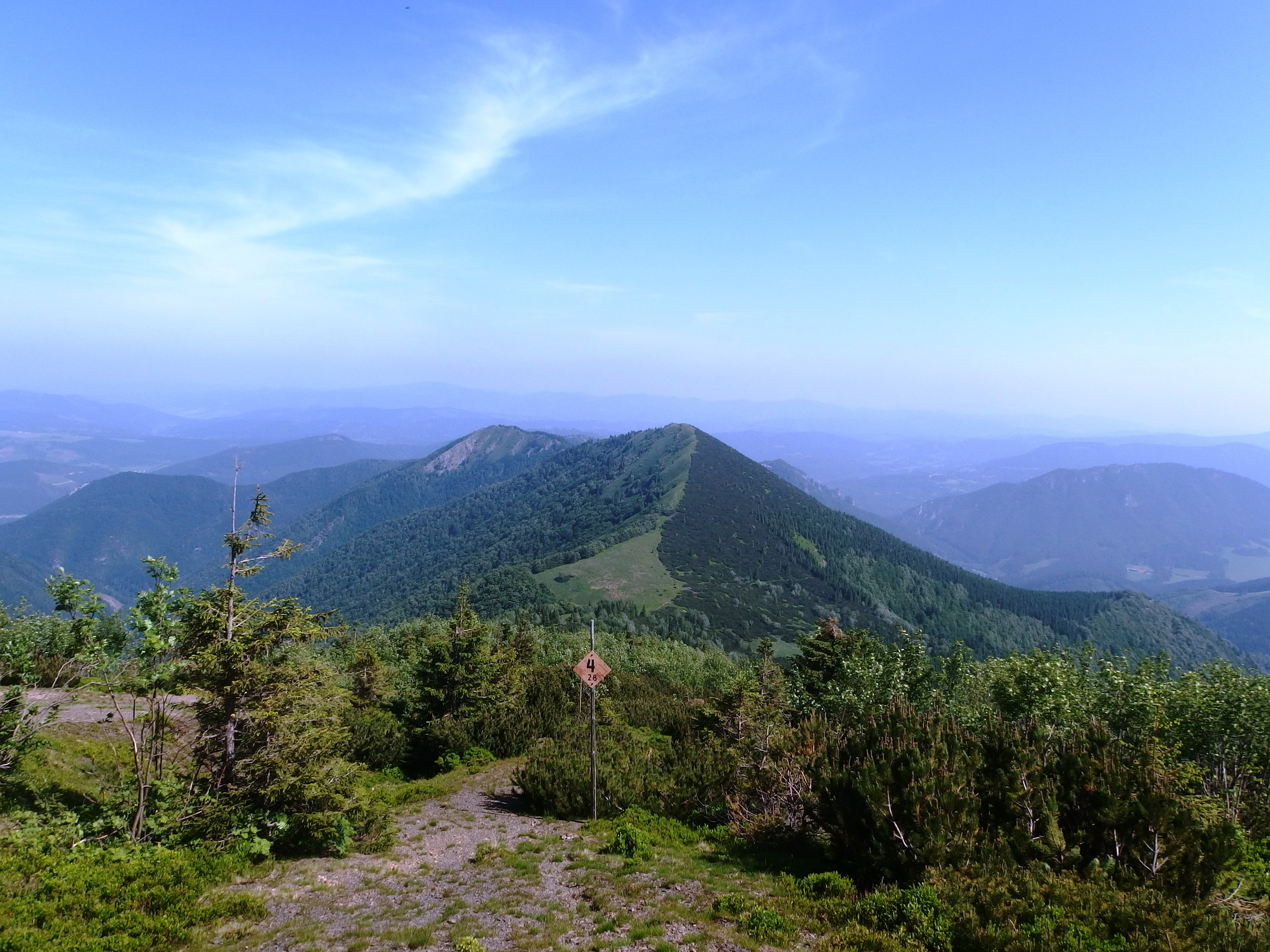
Kraviarske ze sedla Chrapáky